# Écouché
Écouché es una comuna delegada francesa situada en el departamento de Orne, de la región de Normandía.

## Historia
Écouché era una comuna francesa que el uno de enero de 2016 pasó a ser una comuna delegada de la comuna nueva de Écouché-les-Vallées al fusionarse con las comunas de Batilly, La Courbe, Loucé, Saint-Ouen-sur-Maire y Serans.
El uno de enero de 2018 pasó a ser una comuna delegada de la comuna nueva de Écouché-les-Vallées al fusionarse con la comuna de Batilly, Fontenai-sur-Orne, La Courbe, Loucé, Saint-Ouen-sur-Maire y Serans.

## Demografía
| Gráfica de evolución demográfica de Écouché entre 1800 y 2015 |
|                                                               |

Los datos demográficos contemplados en este gráfico de la comuna de Écouché se han cogido de 1800 a 1999 de la página francesa EHESS/Cassini, y los demás datos de la página del INSEE.